# Teatro dei Fiorentini
Le Teatro dei Fiorentini était un fameux théâtre de Naples, utilisé principalement comme théâtre d'opéra au XVIIIe siècle.

## Historique
Jusqu'à sa fermeture, le Teatro dei Fiorentini était le plus ancien théâtre de Naples ; il a été fondé en 1618 et a pris son nom de l'église voisine de San Giovanni dei Fiorentini. Durant le premier siècle d'activité il n'y a eu que des représentations de pièces en prose, mais en 1706, compte tenu de la faiblesse de l'activité qui s'y déroulait (n'étaient alors mises en scène que des comédies espagnoles de peu de valeur), quelques nobles décidèrent de rénover la salle et de la transformer en salle d'opéra, grâce à l'expérience et la compétence de Nicolas Serino, qui à partir de 1706, en était le nouveau directeur.
Donc, le théâtre devient rapidement l'une des plus grandes scènes de Naples, où étaient représentés des intermezzi et des opere buffe des plus grands compositeurs napolitains. Malgré un terrible incendie qui le détruisit le 17 janvier 1711, après la représentation de La Cianna, l'incident laissa intacte la structure, qui fut restaurée deux ans plus tard, en 1713.
En 1747, le théâtre fut repris par Pietro Trinchera, mais l'initiative prit fin misérablement en 1755. De 1773 à 1779, le théâtre fut restauré et agrandi selon la conception de l'architecte Francesco Scarola, un élève de Ferdinando Fuga.
En 1845, Tommaso Salvini entre pour la première fois dans la Compagnia Reale dei Fiorentini, mais déçu, rompt le contrat. Tommaso Salvini revient ensuite en 1860.
En 1941, le théâtre fut gravement endommagé par les bombardements. Dans les années cinquante, on acheva sa démolition pour permettre la construction du quartier Rione Carità (it).

## Créations
- L'Ergasto de Tommaso de Mauro (1706)
- Candaule re di Lidia de Domenico Sarro (1706)
- Il ritorno di Ulisse alla patria de Giuseppe Porsile (1707)
- Amore fra gli impossibili de Domenico Sarro (1707)
- Turno Aricino de Francesco Mancini (1708)
- La Rosmene, ovvero L'infedeltà fedele de Giuseppe Vignola (1709)
- Patrò Calienno de la Costa de Antonio Orefice (1709)
- Teodora Augusta de Giuseppe Vignola (1706)
- La Camilla de Antonio Orefice (1710)
- Le fenzejune abbendurate de Nicola Fago (1710)
- La Cassandra indovina de Nicola Fago (1711)
- La Cianna de Nicola Fago (1711)
- I gemelli rivalli de Domenico Sarro (1713)
- Basilio re d'oriente de Nicola Porpora (1713)
- Spilleta e Frullo de Domenico Sarro (1713)
- Circe delusa de Antonio Orefice (1713)
- Sidonio de Carlo Ignazio Monza (1714)
- Patrò Tonno d’Isca de Giovanni Veneziano (1714)
- Lo mbruoglio de li nomme aleas Le Doje pope de Giovanni Veneziano (1714)
- Lo Pippo de Giovanni Veneziano (1715)
- Lo finto Armeneo de Antonio Orefice (1717)
- Lo mbruoglio d'ammore de Michele Falco (1717)
- Le finte zingare de Antonio Orefice (1717)
- La fenta pazza co la fenta malata de Antonio Orefice (1718)
- Il gemino amore de Antonio Orefice (1718)
- Il trionfo dell'onore de Alessandro Scarlatti (1718)
- Lisa pontegliosa de Gianpaolo di Domenico (1719)
- Lo cecato fauzo de Leonardo Vinci (1719)
- La forza della virtù de Francesco Feo (1719)
- Le ddoie lettere de Leonardo Vinci (1719)
- Lo scassone de Leonardo Vinci (1720)
- Lo castiello saccheiato de Michele Falco (1720)
- Lo scagno de Leonardo Vinci (1720)
- Lo castiello saccheato de Leonardo Vinci (1720)
- Lo barone de Trocchia de Leonardo Vinci (1721)
- Chi la dura la vince de Antonio Orefice (1721)
- Don Ciccio de Leonardo Vinci (1721)
- La finta fattucchiera de Ignazio Prota (1721)
- Li zite 'ngalera de Leonardo Vinci (1722)
- Li stravestimiente affortunate de Gianpaolo di Domenico (1722)
- La festa di Bacco de Leonardo Vinci (1722)
- Le pazzie d'ammore de Michele Falco (1723)
- Lo labborinto de Leonardo Vinci (1723)
- La Locinna de Antonio Orefice (1723)
- La 'mpeca scoperta de Leonardo Leo (1723)
- L'ammore fedele de Leonardo Leo (1724)
- Lo schiavo d’amore de Giampaolo di Domenico (1724)
- Lo pazzo apposta de Leonardo Leo (1724)
- Le fente zingare de Leonardo Leo (1724)
- Lo 'ngiegno de le femmine de Francisco Corradini (1724)
- La vecchia sorda de Riccardo Broschi (1725)
- Lo finto laccheo de Giuseppe de Majo (1725)
- La Carlotta de Pietro Auletta (1726)
- La donna violante de Leonardo Leo (1726)
- Lo vecchio avaro de Giuseppe de Majo (1727)
- Lo matrimonio annascuso de Leonardo Leo (1727)
- L'annore resarciuto de Antonio Orefice (1727)
- La cantarina de Michele Caballone e Costantino Roberto (1728)
- La Ciulla o puro Chi ha freuma arriva a tutta de Michele Caballone (1728)
- La fenta schiava de Michele Caballone (1728)
- Ammore vò speranza de Michele Caballone (1729)
- Lo trionfo d'ammore o pure chi dura vence de Cristoforo Manna (1729)
- Lo matremmonejo pe' mennetta de Francesco Araja (1729)
- La baronessa ovvero Gli equivoci de Giuseppe de Majo (1729)
- Oronte, ovvero Il custode di se stesso de Giuseppe Sellitto (1730)
- La Rina de Nicola Pisano (1731)
- Li zitelle de lo vòmmero de Pietro Pulli (1731)
- Li marite a forza de Gaetano Latilla (1732)
- Lo frate 'nnamorato de Giovanni Battista Pergolesi (1732)
- Amore imbratta il senno de Giovanni Gualberto Brunetti (1733)
- L'Ippolita de Nicola Conti (1733)
- L'Ottavio de Gaetano Latilla (1733)
- La marina de Chiaja de Pietro Pulli (1734)
- Chi dell'altrui si veste presto si spoglia de Antonio Aurisicchio (1734)
- Gl'Ingannati de Gaetano Latilla (1734)
- Gli amanti generosi de Domenico Sarro (1735)
- Il finto pazzo per amore de Giuseppe Sellitto (1735)
- Angelica ed Orlando de Gaetano Latilla (1735)
- Onore vince amore de Leonardo Leo (1736)
- I due baroni de Giuseppe Sellitto (1736)
- La Rosaure de Domenico Sarro (1736)
- L'amico traditore de Leonardo Leo (1737)
- Da un disordine nasce un ordine de Vincenzo Legrenzio Ciampi (1737)
- Gismondode Gaetano Latilla (1737)
- Il conte de Leonardo Leo (1738)
- Odoardo de Niccolò Jommelli (1738)
- Inganno per inganno de Nicola Bonifacio Logroscino (1738)
- L'amor costante de Pietro Auletta (1739)
- La matilde de Gioacchino Cocchi (1739)
- Ortensio de Giovan Gualberto Brunetti (1739)
- L'amico fedele de Nicola Porpora (1739)
- L'Alidoro de Leonardo Leo (1740)
- Gl'intrichi delle cantarine de Domingo Miguel Bernabé Terradellas (1740)
- L'impostore de Pietro Auletta (1740)
- L'Alessandro de Leonardo Leo (1741)
- Amore ed Amistade de Nicola Bonifacio Logroscino (1742)
- La Lionora de Vincenzo Legrenzio Ciampi e Nicola Bonifacio Logroscino (1742)
- La vendetta generosa de Gaetano Latilla (1742)
- Il Riccardo de Nicola Bonifacio Logroscino (1743)
- Il geloso de Girolamo Abos (1743)
- L'Arminio de Vincenzo Legrenzio Ciampi (1744)
- La fedeltà odiata de Leonardo Leo (1744)
- L'Elisa de Gioacchino Cocchi (1744)
- L'amore ingegnoso de Vincenzo Legrenzio Ciampi (1745)
- L'Eugenia de Matteo Capranica (1745)
- L'Irene de Gioacchino Cocchi (1745)
- La moglie gelosa de Girolamo Abos (1745)
- La finta vedova de Nicola Conforto (1746)
- L'amor costante de Nicola Conforto (1747)
- Gl'inganni fortunati de Giuseppe Sellitto (1747)
- Capitan Giancocozza de Gregorio Sciroli (1747)
- L'Emilia de Matteo Capranica (1747)
- La Faustina de Geronimo Cordella (1747)
- L'amore in maschera de Niccolò Jommelli (1748)
- La serva bacchettona de Gioacchino Cocchi (1749)
- Il finto turco de Gioacchino Cocchi e Pasquale Errichelli (1749)
- La Celia de Gaetano Latilla (1749)
- Il mercante innamorato de Antonio Corbisiero (1750)
- L'amor comico de Giuseppe Sellitto (1750)
- La Gismonda de Gioacchino Cocchi (1750)
- Donna Laura Pellecchia de Giuseppe Sellitto (1750)
- La Maestra de Gaetano Latilla (1751)
- Il geloso de Antonio Palella (1751)
- Gli inganni per amore de Nicola Conforto (1752)
- La Costanza de Tommaso Traetta (1752)
- Il pazzo per amore de Domenico Fischietti (1752)
- La Griselda de Nicola Bonifacio Logroscino (1752)
- La schiava amante de Matteo Capranica (1753)
- La serva astuta de Gioacchino Cocchi e Pasquale Errichelli (1753)
- L'Olindo de Matteo Capranica e Nicola Conti (1753)
- La commediante de Nicola Conforto (1754)
- Le donne dispettose de Niccolò Piccinni (1754)
- La finta contessina de Nicola Conforto (1754)
- Le nozze contrastate de Giacomo Tritto (1754)
- Le gelosie de Niccolò Piccinni (1755)
- L'amore alla moda de Giuseppe Sellitto (1755)
- L'incredulo de Tommaso Traetta (1755)
- La madamigella de Giuseppe Scarlatti (1755)
- Le finte magie de Nicola Bonifacio Logroscino (1756)
- Lo funnaco revotato de Giacomo Insanguine (1756)
- La Zita correvata de Gregorio Sciroli (1756)
- Lo solachianello ’mbroglione de Pietro Alessandro Guglielmi (1757)
- La marina di Chiaia de Gregorio Sciroli (1757)
- Lo barone Senerchia de Giuseppe Sellitto (1757)
- La Matilde generosa de Giacomo Insanguine (1757)
- Il filosofo burlato de Pietro Alessandro Guglielmi (1758)
- Olimpia tradita de Antonio Sacchini (1758)
- I capricci di una vedova de Pietro Alessandro Guglielmi (1759)
- La moglie imperiosa de Pietro Alessandro Guglielmi (1759)
- L'Origille de Niccolò Piccinni (1760)
- La canterina de Niccolò Piccinni (1760)
- La furba burlata de Niccolò Piccinni e Nicola Bonifacio Logroscino (1760)
- La fante di buon gusto de Nicola Bonifacio Logroscino (1760)
- Le beffe giovevoli de Niccolò Piccinni (1760)
- Il finto cieco de Pietro Alessandro Guglielmi (1761)
- Lo stravagante de Niccolò Piccinni (1761)
- Il curioso imprudente de Antonio Sacchini (1761)
- L'astuto balordo de Niccolò Piccinni (1761)
- La donna di tutti i caratteri de Pietro Alessandro Guglielmi (1762)
- I due bari de Antonio Sacchini (1762)
- Don Ambrogio de Pietro Alessandro Guglielmi (1762)
- La pupilla de Giuseppe Avossa (1763)
- La francese brillante de Pietro Alessandro Guglielmi (1763)
- L'equivoco de Niccolò Piccinni (1764)
- Il nuovo Belisario de Giacomo Insanguine (1765)
- L'orfana insidiata de Niccolò Piccinni (1765)
- Il corsaro algerino de Gennaro Astarita (1765)
- La fiammetta generosa de Pasquale Anfossi et Niccolò Piccinni (1766)
- Le ’mbroglie de le Bajasse de Giovanni Paisiello (1767)
- La finta baronessa de Niccolò Piccinni (1767)
- La direttrice prudente de Niccolò Piccinni (1767)
- I Napoletani in America de Niccolò Piccinni (1768)
- L'osteria di Marechiaro de Giacomo Insanguine (1768)
- La finta maga per vendetta de Giovanni Paisiello (1768)
- L'osteria di Marechiaro de Giovanni Paisiello (1769)
- Don Chisciotte della Mancia de Giovanni Paisiello (1769)
- Pulcinella vendicato del ritorno di Marechiaro de Giacomo Insanguine (1769)
- La pastorella incognita de Carlo Franchi (1770)
- Gelosia per gelosia de Niccolò Piccinni (1770)
- La dama bizzarra de Giacomo Insanguine (1770)
- La donna di bell'umore de Niccolò Piccinni (1771)
- Il finto sordo de Pasquale Fago (1771)
- La Corsara de Niccolò Piccinni (1771)
- Gli amanti dispersi de Niccolò Piccinni (1772)
- L'amante confuso de Pasquale Anfossi (1772)
- Le trame zingaresche de Niccolò Piccinni (1772)
- Le stravaganze del conte de Domenico Cimarosa (1772)
- Gl'inganni amorosi de Gaetano Latilla (1774)
- Il maritato fra le disgrazie de Gaetano Latilla (1774)
- Gli amanti mascherati de Niccolò Piccinni (1774)
- L'ignorante astuto de Niccolò Piccinni (1775)
- Enea in Cuma de Niccolò Piccinni (1775)
- I viaggiatori de Niccolò Piccinni (1775)
- Il matrimonio in contrasto de Pietro Alessandro Guglielmi (1776)
- Il fanatico per gli antichi romani de Domenico Cimarosa (1777)
- Le astuzie per amore de Giacomo Insanguine (1777)
- I fuorusciti de Pietro Alessandro Guglielmi (1777)
- L'Armida immaginaria de Domenico Cimarosa (1777)
- Gli amanti comici de Domenico Cimarosa (1778)
- Le stravaganze d'amore de Domenico Cimarosa (1778)
- Il raggiratore di poca fortuna de Pietro Alessandro Guglielmi (1779)
- La villanella ingentilita de Pietro Alessandro Guglielmi (1779)
- I finti nobili de Domenico Cimarosa (1780)
- Il falegname de Domenico Cimarosa (1780)
- La dama avventuriera de Pietro Alessandro Guglielmi (1780)
- La serva padrona de Pietro Alessandro Guglielmi (1780)
- Le nozze in commedia de Pietro Alessandro Guglielmi (1781)
- L'amante combattuto dalle donne di punto de Domenico Cimarosa (1781)
- I Mietitori de Pietro Alessandro Guglielmi (1781)
- La ballerina amante de Domenico Cimarosa (1782)
- La semplice ad arte de Pietro Alessandro Guglielmi (1782)
- I tre gobbi rivali de Vincenzo Fabrizi (1783)
- I due gemelli de Giacomo Tritto (1783)
- La Quakera spiritosa de Pietro Alessandro Guglielmi (1783)
- Il convitato di pietra de Giacomo Tritto (1783)
- Chi dell'altrui si veste presto si spoglia de Domenico Cimarosa (1783)
- La creduta infedele de Giuseppe Gazzaniga (1783)
- L'apparenza inganna o sia La villeggiatura de Domenico Cimarosa (1784)
- La scuffiara de Giacomo Tritto (1784)
- I finti amori de Pietro Alessandro Guglielmi (1784)
- La finta zingara de Pietro Alessandro Guglielmi (1785)
- Le sventure fortunate de Pietro Alessandro Guglielmi (1785)
- Il marito disperato de Domenico Cimarosa (1785)
- La virtuosa in Mergellina de Pietro Alessandro Guglielmi (1785)
- La grotta di Trofonio de Giovanni Paisiello (1785)
- Le gare generose de Giovanni Paisiello (1786)
- Le astuzie villane de Pietro Alessandro Guglielmi (1786)
- La convulsione de Luigi Caruso (1787)
- La convulsione de Giuseppe Curcio (1787)
- La modista raggiratrice de Giovanni Paisiello (1787)
- L'amor contrastato de Giovanni Paisiello (1788)
- La scaltra avventuriera de Giacomo Tritto (1788)
- La finta matta de Silvestro Palma (1789)
- La prova reciproca de Giacomo Tritto (1789)
- Le vane gelosie de Giovanni Paisiello (1790)
- La serva innamorata de Pietro Alessandro Guglielmi (1790)
- Gli accidenti inaspettati de Gaetano Marinelli (1790)
- La finta baronessa de Angelo Tarchi (1790)
- Le false apparenze de Pietro Alessandro Guglielmi (1791)
- La dispettosa in amore de Adamo Marcori (1791)
- La serva onorata de Niccolò Piccinni (1792)
- Lo sposo a forza de Gaetano Marinelli (1792)
- Le trame in maschera de Niccolò Piccinni (1793)
- Le nozze inaspettate de Gaetano Andreozzi (1793)
- I vecchi delusi de Gaetano Marinelli (1793)
- Le astuzie femminili de Domenico Cimarosa (1794)
- La pietra simpatica de Silvestro Palma (1795)
- L'inganno poco dura de Marcos António Portugal (1796)
- Gli amanti ridicoli de Silvestro Palma (1797)
- L'apprensivo raggirato de Domenico Cimarosa (1798)
- Le cantatrici villane de Valentino Fioravanti (1799)
- Gli amanti in cimento de Pietro Carlo Guglielmi (1800)
- L'amore per inganno de Luigi Mosca (1801)
- La fiera de Pietro Carlo Guglielmi (1801)
- Il ritorno impensato de Luigi Mosca (1802)
- Il pallone aerostatico de Silvestro Palma (1802)
- Le nozze per impegno ovvero L'impegno superato de Luigi Capotorti (1802)
- Amore ed interesse, ossia L'inferno ad arte de Raffaele Orgitano (1802)
- Il servo furbo de Giovanni Prota (1803)
- La vendetta feminina de Luigi Mosca (1803)
- Il naufragio fortunato de Pietro Carlo Guglielmi (1804)
- L’equivoco fra gli sposi de Pietro Carlo Guglielmi (1804)
- Bref il sordo de Luigi Capotorti (1805)
- Le seguaci di Diana de Silvestro Palma (1805)
- Amor tutto vince de Pietro Carlo Guglielmi (1805)
- La sposa del Tirolo de Pietro Carlo Guglielmi (1806)
- Amori e gelosie tra congiunti de Pietro Carlo Guglielmi (1807)
- I finti viaggiatori de Luigi Mosca (1807)
- Il libretto alla moda de Antonio Brunetti (1808)
- L'erede senza eredità de Silvestro Palma (1808)
- Lo scavamento de Silvestro Palma (1810)
- Le spose a sorte de Luigi Mosca (1810)
- I furbi amanti de Silvestro Palma (1810)
- Gli amori e l'armi de Giuseppe Mosca (1812)
- Il palazzo delle fate de Silvestro Palma (1812)
- Una follia de Giacomo Cordella (1813)
- La diligenza a Joigni o sia Il collaterale de Giuseppe Mosca (1813)
- L'audacia delusa de Luigi Mosca (1813)
- Le miniere di Polonia de Silvestro Palma (1813)
- Don Gregorio imbarazzato de Giuseppe Mosca (1813)
- Eginardo e Lisbetta de Pietro Generali (1813)
- Elena de Johann Simon Mayr (1814)
- L'avaro de Giacomo Cordella (1814)
- Carlotta ed Enrico de Giuseppe Mosca (1814)
- Ernesta e Carlino ovvero I due Savoiardi de Luigi Capotorti (1815)
- L'azzardo fortunato de Giacomo Cordella (1815)
- La casa da vendere de Hippolyte-André-Baptiste Chelard (1815)
- Il cimento felice de Giovanni Prota (1815)
- La gelosia corretta de Michele Carafa (1815)
- Il disperato per eccesso di buon cuore ossia Don Desiderio de Giuseppe Mosca (1816)
- La gazzetta de Gioachino Rossini (1816)
- Amor avvocato de Johann Simon Mayr (1817)
- Emilia di Laverpaut de Vittorio Trento (1817)
- Paolo e Virginia de Pietro Carlo Guglielmi (1817)
- Pia dei Tolomei de Giacinto Bianco (1836)
- Nu guaglione 'e mala vita de Francesco Gabriello Starace (1886)

## Source de traduction
- (it) Cet article est partiellement ou en totalité issu de l’article de Wikipédia en italien intitulé « Teatro dei Fiorentini » (voir la liste des auteurs).